# 播磨町
播磨町（はりまちょう）は、兵庫県の南部にある町。加古郡に属す。
東播磨県民局の管轄区域。兵庫県下では最小の面積の自治体であるが、人口密度は全国でも有数の高さである。

## 概要
兵庫県の播磨地区南東部に位置し、印南野台地から流れる喜瀬川流域に街が広がる。弥生時代後期から古墳時代までには大中に当時としては兵庫県下最大の集落が形成され、奈良時代からは阿閇荘と呼ばれており加古郡に属していた。
町村制施行後は阿閇村（あえむら）として自治体を成しており、「兵庫県最後の村」として残っていたが、明石・加古川両市との合併交渉で町内が対立。結果として単独町制の道を選び、1962年4月1日に旧国名である播磨国から取り、播磨町として町制施行した。これにより、兵庫県は日本で初めて自治体として村がない都道府県になった。平成の大合併においても単独町制の継続を選択し、現存する県内の自治体で芦屋市と共に、周辺自治体と合併を経験していない。
町内にはJR山陽本線土山駅・山陽電気鉄道本線播磨町駅各駅があり、双方の駅前にはビジネスホテルや中層マンション、業務ビルがある。
町面積の30%を占める人工島（新島・東新島）には重化学工業の工場が操業し、播磨臨海工業地帯の一翼を構成する。都市化は他の郡部と比較するとかなり進んでおり、隣接する明石、加古川両市と遜色ない。平成の大合併により県内で瀬戸内海に面する町が次々と消滅し、残るは播磨町のみとなった。
マンションの新築着工は停滞傾向にあるが、宅地化の著しい進展により、耕地面積は年々減少の一途をたどっている。
自動車に交付されるナンバープレートでは「姫路」エリアに相当するが、町の東部では市外局番が神戸市・明石市と同じ078であり、本町は神戸都市圏であることから、県の二大都市である神戸市と姫路市の経済的・行政的な中間地点が本町付近であるといえる。
マスコットにいせきくんとやよいちゃんがおり、播磨町が「共に生きようふれあいのまち」宣言を行ったとき、イメージ・キャラクターとして生まれた。

## 地理
東を明石市、北から西を加古川市と隣接している。同じ加古郡の稲美町とは、隣接していた加古郡平岡村などが市制を施行して加古川市になったため、1kmほど離れている。南は瀬戸内海に接しており、新島・東新島の2つの人工島がある。うち東新島の東側半分以上は明石市になっている。兵庫県で一番狭い町である。水の便が悪いために干害に悩まされてきたが、今里伝兵衛によって、用水溝を建設したために干害がなくなり、農業地帯となった。そのため、ため池が12箇所ある。

喜瀬川の桜並木
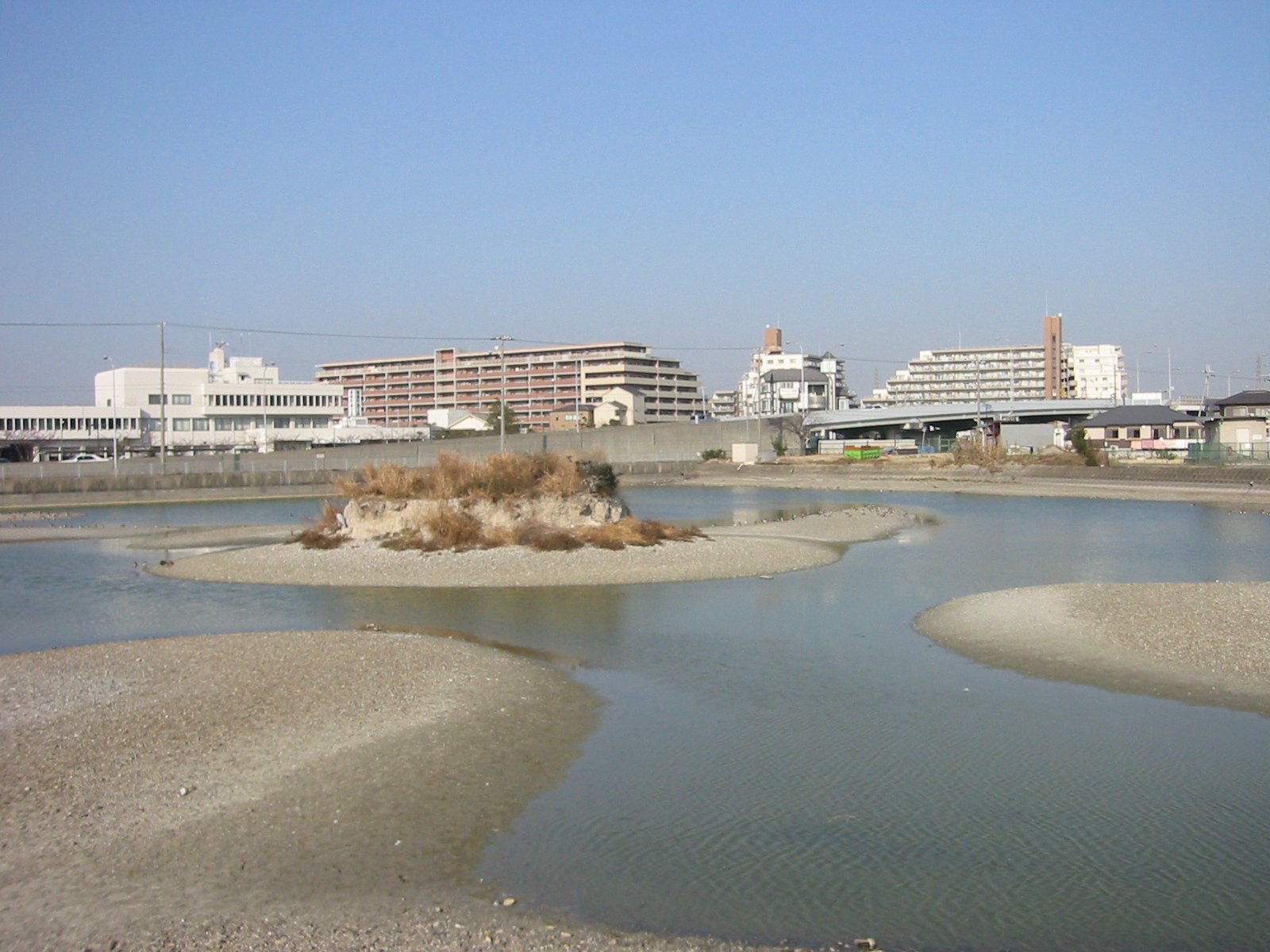
向ヶ池

河川
- 一級河川
  - 水田川
- 二級河川
  - 喜瀬川

平野
- 播磨平野

池沼

- 向ヶ池・狐狸ケ池・ソウブチ池

海岸
- 古宮海岸[2]

- 喜瀬川の桜並木
- 向ヶ池

## 人口
町制施行前の1960年10月1日国勢調査による調査時の人口は8814人であり、町制施行時は9363人であった。町制施行当時は人口が1万人に満たなかったが、鉄道で神戸（三宮駅）まで40分、姫路（姫路駅）まで30分という利便性から、交通至便の町として、宅地や工業地などの開発で著しい人口増加を続けてきた結果、1964年8月には1万人を1975年9月には2万人を1985年3月には3万人を超え、学校や施設の基盤整備がすすめられた。しかし、近年は少子高齢化の影響を受け、2000年以降の人口は停滞あるいは微減傾向にあったが、2010年度・2011年度の住民基本台帳によると増加している。また、大半が市街化されており、市街化調整区域は町土の1割程である。東西南北とも３キロほどしかない小さな町で隣接市へ出るのが容易であり、神戸への通勤圏でもあるため、町外に通学・通勤する人が就業者・通学者の8割近くを占める。
人口・人口密度は、共に兵庫県下の町で最も高い。以前は揖保郡太子町が当町の人口を抜き、播磨町が県内2位になることもあったが、近年は両町の人口に差が付きつつある。
| |                                        |  |
| 播磨町と全国の年齢別人口分布（2005年） | 播磨町の年齢・男女別人口分布（2005年） |  |
| ■紫色 ― 播磨町 ■緑色 ― 日本全国 | ■青色 ― 男性 ■赤色 ― 女性              |  |
| 播磨町（に相当する地域）の人口の推移 \| 1970年（昭和45年） \| 13,116人 \| \| \| 1975年（昭和50年） \| 20,011人 \| \| \| 1980年（昭和55年） \| 26,527人 \| \| \| 1985年（昭和60年） \| 29,757人 \| \| \| 1990年（平成2年） \| 30,813人 \| \| \| 1995年（平成7年） \| 33,583人 \| \| \| 2000年（平成12年） \| 33,766人 \| \| \| 2005年（平成17年） \| 33,545人 \| \| \| 2010年（平成22年） \| 33,183人 \| \| \| 2015年（平成27年） \| 33,739人 \| \| \| 2020年（令和2年） \| 33,604人 \| \| |                                        |  |
| 総務省統計局 国勢調査より |                                        |  |
| 1970年（昭和45年） | 13,116人                               |  |
| 1975年（昭和50年） | 20,011人                               |  |
| 1980年（昭和55年） | 26,527人                               |  |
| 1985年（昭和60年） | 29,757人                               |  |
| 1990年（平成2年） | 30,813人                               |  |
| 1995年（平成7年） | 33,583人                               |  |
| 2000年（平成12年） | 33,766人                               |  |
| 2005年（平成17年） | 33,545人                               |  |
| 2010年（平成22年） | 33,183人                               |  |
| 2015年（平成27年） | 33,739人                               |  |
| 2020年（令和2年） | 33,604人                               |  |

### 年齢区分
| 統計名         | 年齢             | 人数     |
| -------------- | ---------------- | -------- |
| 2010年国勢調査 | 15歳未満         | 4,764人  |
| 2010年国勢調査 | 15歳から64歳まで | 21,434人 |
| 2010年国勢調査 | 65歳以上         | 6,956人  |

### 人口の変遷
- 1964年8月 - 人口が1万人を突破する。
- 1975年9月 - 人口が2万人を突破する。
- 1985年3月 - 人口が3万人を突破する。

## 面積
- 9.13 km2[1][14]

町制施行以来、兵庫県下で一番狭い町であり、埋め立て前の面積は約6 km2であり、その後は町土の沿岸部を埋め立てて結果新島と東新島が誕生し、町土の3割が埋め立て地である。

### 面積の変遷[14]
- - 1985年12月31日 - 9.07 km2
- 1986年1月1日から1988年12月31日 - 9.08 km2
- 1989年1月1日から1992年12月31日 - 9.07 km2
- 1993年1月1日 - 9.09 km2

## 産業

### 産業人口
| 年             | 産業種別   | 比率（％） |
| -------------- | ---------- | ---------- |
| 2005年国勢調査 | 第一次産業 | 0.5        |
| 2005年国勢調査 | 第二次産業 | 33.9       |
| 2005年国勢調査 | 第三次産業 | 64.0       |

### 漁業

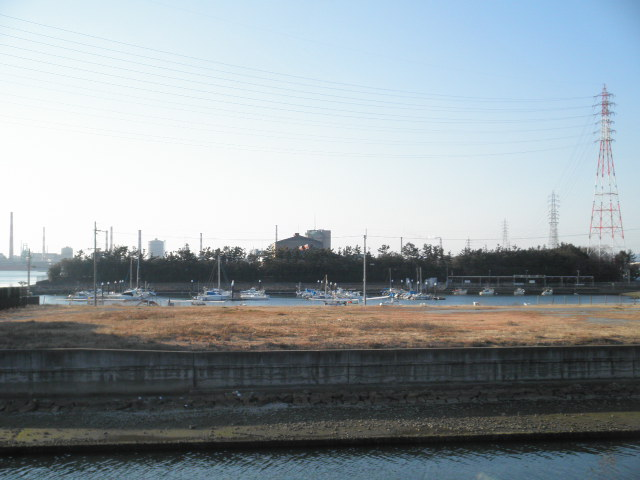
阿閇漁港

はえ縄漁を主にしており、海苔、マアナゴ、スズキ、タコなど。
- 古宮漁港
- 阿閇漁港

### 工業
一般機械器具製造、化学工業など。

### 町内に拠点を置く工場
約60社の企業が立地している。

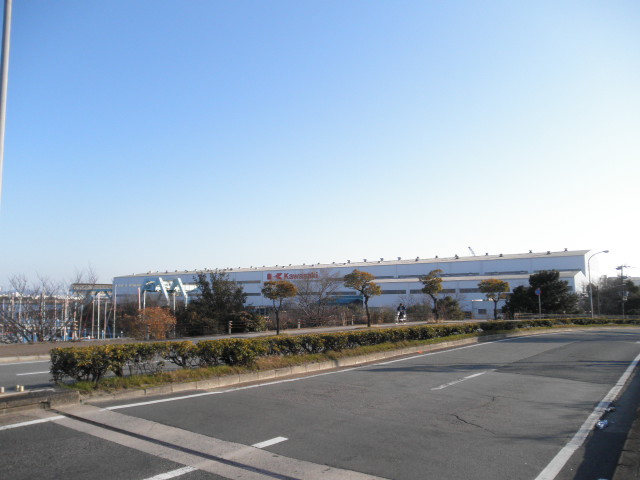
川崎重工業播磨工場
- 川崎工機
- きしろ発動機
- JFEメガフロント阪神
- 神戸製鋼
- 神鋼環境ソリューション
- 三輪運輸工業
- 星光PMC播磨工場
- 東亜外業東播工場
- 住友精化本社
- 多木化学
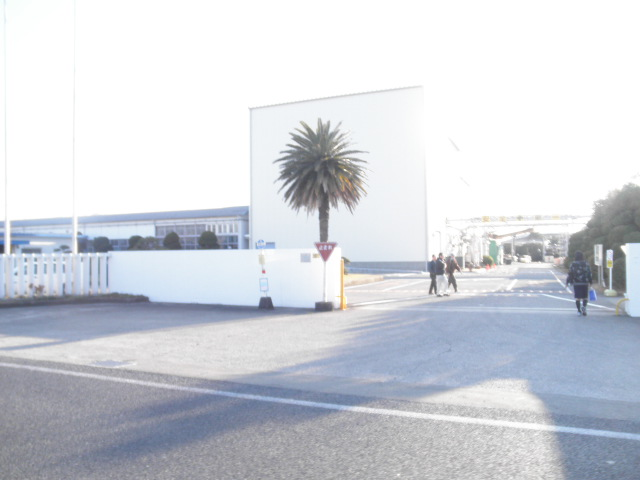
ダイワボウ播磨工場
- ノザワ播磨工場
- 日本山村硝子播磨工場
- 田岡化学工業播磨工場

- 川崎重工業播磨工場
- ダイワボウ播磨工場

### 商業
- コープこうべ播磨店
- マルアイ本荘店・播磨店・城の宮店
- ザグザグ古宮店
- トーホーBiVi土山店

町域が狭いこと等から、大規模商業施設の立地はない。加古川市のアリオ加古川、明石市のイトーヨーカドー明石店は播磨町から至近距離にあり、イオン明石ショッピングセンター（イオン明石店・明石ビブレ）等の大型商業施設が近隣に多数立地することから、町内の商業施設は苦戦を強いられている。町内唯一の全国チェーンスーパーマーケットのマックスバリュ古宮店が2023年で閉店しており、商業が衰退している。

## 行政

### 役場
- 播磨町役場[15][16]

### 歴代町長
| 代      | 氏名       | 就任期間                                     |
| ------- | ---------- | -------------------------------------------- |
| 1       | 庄中佐太郎 | 1962年7月13日 - 1966年7月12日                |
| 2 - 8   | 田中松太郎 | 1966年7月13日 - 1994年7月12日                |
| 9 - 11  | 佐伯忠良   | 1994年7月13日 - 2006年7月12日                |
| 12 - 15 | 清水ひろ子 | 2006年7月13日 - 2022年7月12日（4期目無投票） |
| 16      | 佐伯謙作   | 2022年7月13日 - 現職                         |

### 衆議院
- 任期 ： 2021年（令和3年）10月31日 - 2025年（令和7年）10月30日（「第49回衆議院議員総選挙」参照）

| 選挙区                                           | 議員名     | 党派名     | 当選回数 | 備考   |
| ------------------------------------------------ | ---------- | ---------- | -------- | ------ |
| 兵庫県第10区（播磨町、加古川市、高砂市、稲美町） | 渡海紀三朗 | 自由民主党 | 10       | 選挙区 |

### 友好都市・姉妹都市
- 天津市和平区（中華人民共和国） - 1993年3月25日、友好都市提携[11][12]
- ライマ市（アメリカ合衆国 オハイオ州） - 1999年3月16日、姉妹都市提携[11][12]

### 合併構想
- 1951年7月10日 - 加古川市・旧別府町から各市町の議員などが来訪し、口頭での合併申し入れ。
- 1956年9月16日 -明石市から口頭での合併申し入れ。
- 1958年9月1日 - 明石市から文書により合併仮調印の申し入れ。明石市により、各戸に合併呼びかけの文書配布。
- 1958年9月8日 -加古川市から口頭での合併申し入れ。
- 1958年12月5日 -明石市から文書により早急な意思決定の申し入れ。市長・市議議長の来訪。
- 1959年1月6日 -加古川市から文書により合併条件を挙げての合併申し入れ。市長・市議議長・合併委員長の来訪。
- 1959年5月23日 - 加古川市から文書により短期間の合併実現申し入れ。市長・市議議長・合併委員長の来訪。

昭和期における合併問題において、阿閇村は別府町との合併や、別府町に二見村、明石郡魚住村を加えた「東播臨海都市」構想、別府町と共に加古川市への編入が取りざたされた。特に、土山駅前商店街が一つの地域社会でありながら行政区分が四分されている問題が阿閇村に対する合併勧誘を激しくさせた。土山駅前商店街は加古川市への合併を強く支持したが、二見・魚住を編入した明石市も土山駅問題の解決のために合併を強く働きかける中で、阿閇村は1951年（昭和26年）2月8日に合併の是非を問う住民投票を実施、その結果いずれの市町村とも合併しないとする票が6割以上を占め単独村制の維持を決定した。同年7月に別府町が加古川市への編入を決めると、別府町・加古川市は阿閇村にも一緒に合併に参加するよう申し入れがなされたが、阿閇村は先の住民投票の結果を持ち出してこれを拒否した。
1954年に兵庫県が発表した合併案では、阿閇村は加古川市との合併が想定されていた。加古川市はこの線に沿って1954年（昭和29年）1月14日に阿閇村に合併を申し入れる。同年5月に阿閇村は合併についての合意事項をまとめ上げ、村会も満場一致でこれに賛成した。しかし1955年（昭和30年）1月13日に阿閇村で実施された住民投票では4分の3以上が合併反対の票であり、合併話はまたしても潰えてしまった。町制施行後も加古川市、明石市による合併勧誘は続くものの、合併には至らなかった。
昭和40年代には加古川市・高砂市・稲美町・志方町との2市3町による大合併が構想され、播磨町議会は合併協議会設置案を可決したが、高砂市が合併協議から離脱したことで合併は実現しなかった（志方町#沿革を参照）。

### 財政
- 財政状況は厳しい状況であったが、大和紡績などの企業立地が進んだ。それにより、この後の財政状況は県下の中では安定し、平成の大合併においても他市町と合併すること無く現在に至っている。[2]

### 町章

播磨町章

- 町制施行前に公募で募集し、選定した結果、「ハ」「リ」「マ」の字を図案化した町章を1962年4月1日に町制施行と合わせて制定した[20][21][1][13][22]。

## 町域
国土地理院地理情報によると播磨町の東西南北それぞれの端は以下の位置である。
- 東端:東経134度53分30秒・北緯34度43分12秒
- 西端:東経134度50分24秒・北緯34度41分47秒
- 南端:東経134度51分46秒・北緯34度41分25秒
- 北端:東経134度52分47秒・北緯34度43分50秒

## 隣接する自治体
通勤率は、加古川市へ20.0%、明石市へ17.0%、神戸市へ15.7%である（いずれも平成22年国勢調査）。
- 加古川市
- 明石市

## 歴史
- 1889年（明治22年）4月1日 - 町村制の施行により、加古郡大中村・古宮村・野添村・二子村・古田村・本庄村・宮西村の区域をもって阿閇村が発足[11]。
- 1899年（明治32年）5月 - 加古郡全町村組合立第三加古高等小学校を阿閇村の内古田村に設置する[23]。
- 1903年（明治36年）6月 - 第三加古高等小学校の廃校に伴い、平岡村阿閇村別府村組合立阿閇高等小学校を設置する[23]。
- 1910年（明治43年）3月 - 阿閇高等小学校が廃校となる[23]。
- 1911年（明治44年） - 村内に初めて電灯がつく[11]。
- 1923年（大正12年）8月19日 - 神戸姫路電気鉄道（現・山陽電気鉄道本線）が開通し、村内に本荘駅（現:播磨町駅）が開業する。

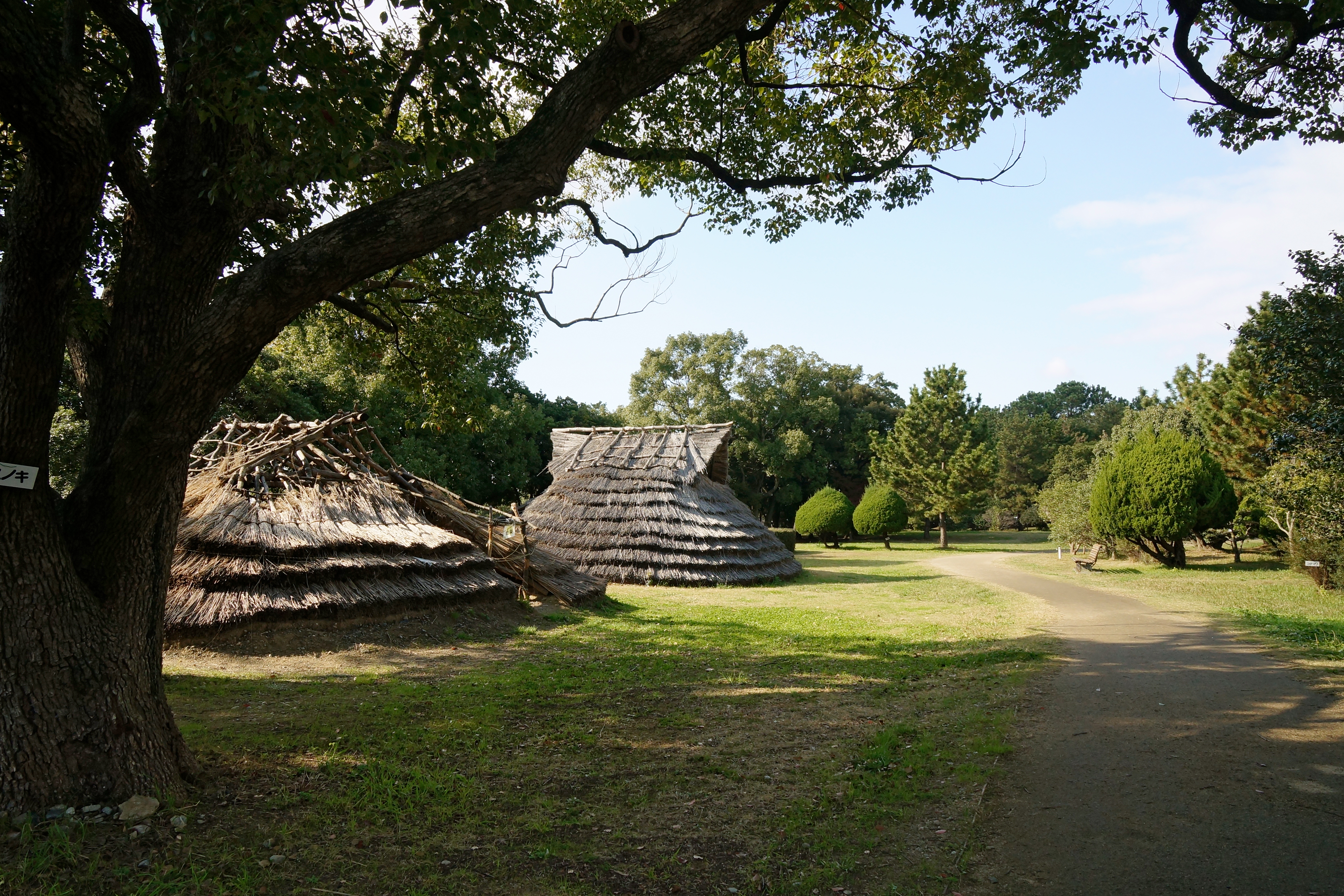
大中遺跡

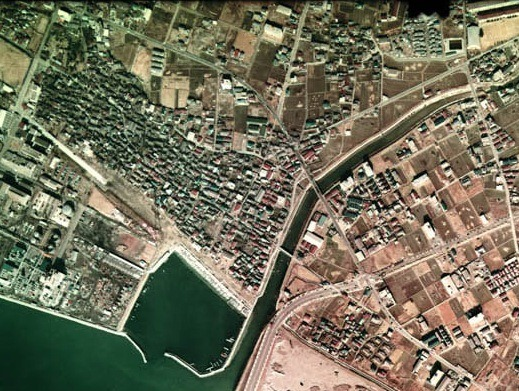
1974年度現在の播磨町中心部

2011年現在の播磨町中心部
本荘で撮影

- 1962年（昭和37年）4月1日 - 阿閇村が改称、即日町制施行して播磨町となる[24][25][11]。同時に公募で募集した「ハ」を図案化した町章が制定される[20][21][1][13][22][3][4]。
  - この町制施行により、兵庫県から村が消滅した。
- 1962年（昭和37年）6月 - 中学生らにより大中遺跡発見。[11][13]
- 1964年（昭和39年）2月 - 東播磨港が重要港湾に指定される。[11][13]
- 1965年（昭和40年）9月 - 台風第23号が発生し、町内も被害を受ける。[11][13]
- 1968年（昭和43年）9月 - 第1回播磨町文化祭が開催される。[13]
- 1969年（昭和44年）2月 - 人工島（新島）埋立開始（ - 1972年）。[11][13]
- 1970年（昭和45年）3月 - 本土と人工島を結ぶ播磨大橋が開通する。[11][13]
- 1970年（昭和45年）5月 - 人工島（東新島）埋立開始（ - 1975年）。[11][13]
- 1972年（昭和47年）3月15日 - 町内を通過する山陽新幹線が新大阪駅から岡山駅まで開通する。[11][13]
- 1974年（昭和49年）4月1日 - 播磨町立蓮池小学校が開校する。[11][13]
- 1974年（昭和49年）9月 - 播磨大中古代の村が開園する。[11][13]
- 1976年（昭和51年）4月1日 - 播磨町立播磨西小学校が開校する。[11][13]
- 1979年（昭和54年）10月 - 播磨町民プールが完成する。[13]
- 1979年（昭和54年）10月 - 播磨町立スポーツ施設総合体育館が完成する。[11][13]
- 1981年（昭和56年）4月 - 播磨町福祉会館が完成する。[11][13]
- 1982年（昭和57年）3月27日 - 町花・町木・住民憲章を制定する。[26][27][28][1][29][12]
- 1982年（昭和57年）4月28日 - 「核兵器廃絶のまち宣言」を宣言する。[11][29][12]
- 1982年（昭和57年）12月 - 播磨町立図書館が開館する。[11]
- 1984年（昭和59年）2月1日 - 別府鉄道土山線全線が廃線になる。[11][13]
- 1985年（昭和60年）11月 - 播磨町郷土資料館が開館する。[11][13]
- 1985年（昭和60年）11月 - 宮西で町内で初めて住居表示が施行される。[11][13]
- 1989年（平成元年）3月 - 別府鉄道土山線軌道跡地に土山駅から大中遺跡まで結ぶ「であいのみち」の名称がついた遊歩道が完成する。[11][13]
- 1989年（平成元年）4月28日 - ふれあいの町宣言をする。[29][12][13]
- 1993年（平成5年）3月25日 - 中華人民共和国天津市和平区と友好都市提携を締結する。[11][12][13]
- 1994年（平成6年）10月 - 兵庫県朝来郡朝来町（現:朝来市）に播磨ふれあいの家が完成する。[11][13]
- 1995年（平成7年）1月17日 - 兵庫県南部地震（阪神・淡路大震災）が発生する。後に野添城などに仮設住宅が建設された。[11][13]
- 1996年（平成8年）8月 - 第1回大中遺跡まつりが開催される。[13]
- 1999年（平成11年）3月16日 - アメリカオハイオ州ライマ市と姉妹都市提携を締結する。[11][13]
- 2000年（平成12年）4月 - 加古川市東消防署播磨分署が開署する。[13]
- 2002年（平成14年）4月7日 - 町制40周年記念式典を行う。[30]
- 2003年（平成15年）6月1日 - はりまシーサイドドームが完成する。[11][13][31]
- 2004年（平成16年）4月1日 - 野添であい公園が完成する。[11][13][32]
- 2005年（平成17年）11月 - 夏に実施されていた大中遺跡祭りが秋に変更され、変更後に初めて開催される。[13]
- 2006年（平成18年）7月13日 - 任期満了に伴う町長選で前職の町長を破って、町内初の女性首長が誕生（県内の女性首長は尼崎市に次ぐ2人目）。
- 2006年（平成18年）10月 - のじぎく兵庫国体クロリティー大会開催地 播磨町総合体育館。
- 2007年（平成19年）3月25日 - いなみ野ため池ミュージアム協議会が発足する。
- 2007年（平成19年）3月31日 - 播磨町立播磨北小学校が閉校する。[11][13]
- 2007年（平成19年）9月 - 大中遺跡公園が完成する。[11][13]
- 2007年（平成19年）10月13日 - 兵庫県立考古博物館が完成する。[11][33][13]
- 2009年（平成21年）4月1日 - 兵庫県立東はりま特別支援学校が開校する。[13]
- 2011年（平成23年）1月13日 - 町内の全中学校で給食が始まる。[11][13][34]
- 2012年（平成24年）4月15日 - 町制50周年記念事業を開催する。[35]

## 地方

### 大字
- 新島・東新島は人工島であり、町制施行後に埋め立てられた。[2][3][4]

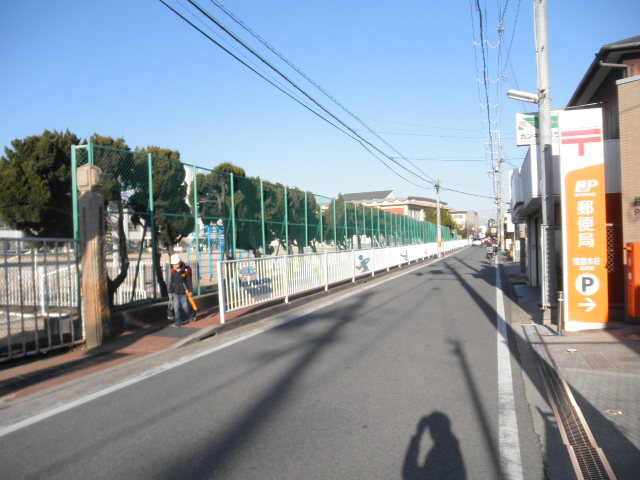
播磨町の街並み
宮北1丁目で撮影

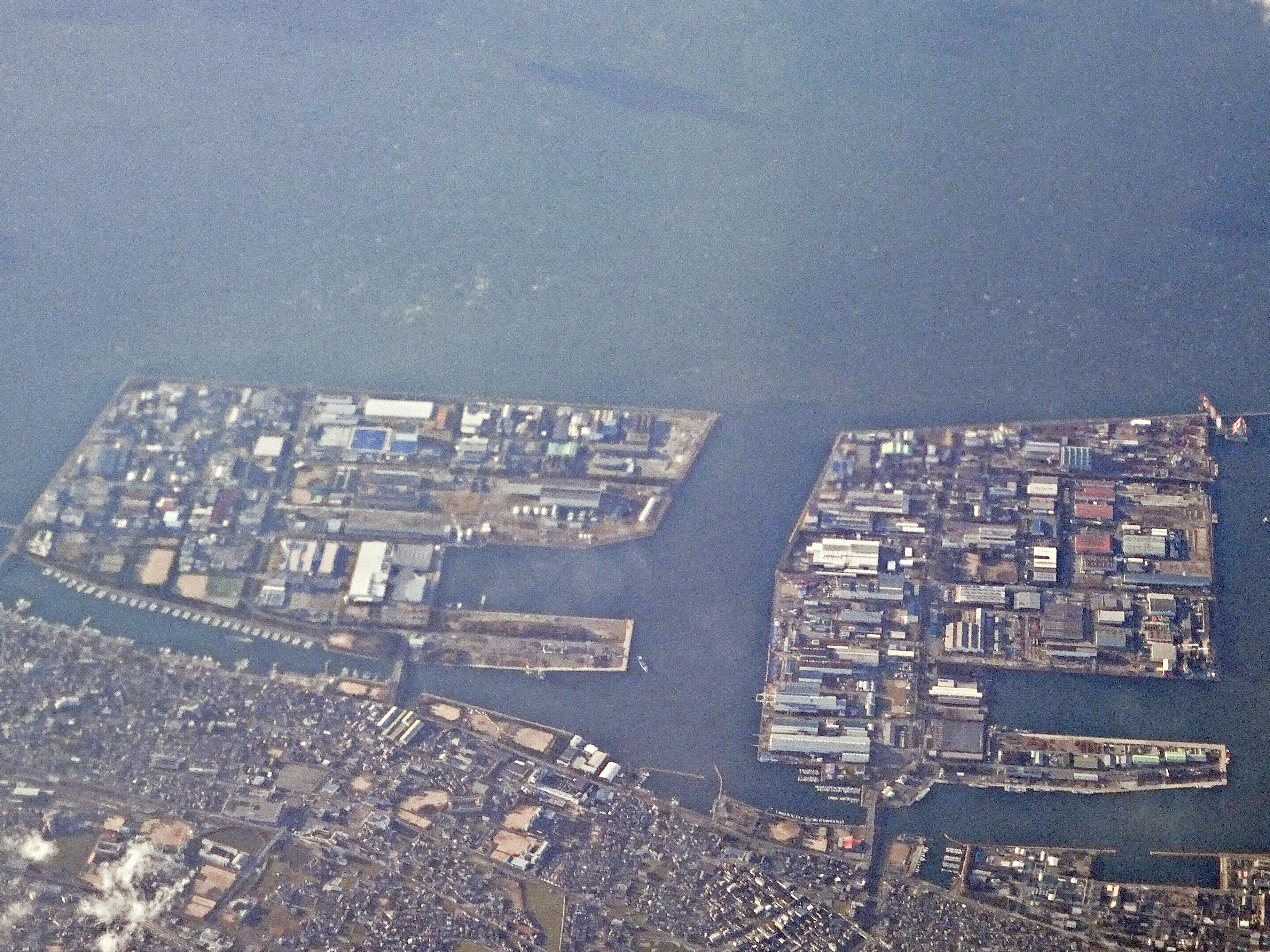
播磨町の埋立地「新島」「東新島（左）」を空撮

| 郵便番号 | 大字名 |
| -------- | ------ |
| 675-0142 | 大中   |
| 675-0157 | 上野添 |
| 675-0158 | 北野添 |
| 675-0148 | 北古田 |
| 675-0144 | 北本荘 |
| 675-0163 | 古宮   |
| 675-0155 | 新島   |
| 675-0160 | 西野添 |
| 675-0151 | 野添   |
| 675-0141 | 野添城 |
| 675-0164 | 東新島 |
| 675-0159 | 東野添 |
| 675-0156 | 東本荘 |
| 675-0162 | 二子   |
| 675-0146 | 古田   |
| 675-0154 | 本荘   |
| 675-0147 | 南大中 |
| 675-0150 | 南野添 |
| 675-0143 | 宮北   |
| 675-0145 | 宮西   |

### 警察・消防
稲美町とともに、警察は加古川市の加古川警察署が管轄し、消防は加古川市消防本部に委託している。
- 加古川警察署野添交番
- 加古川警察署本荘交番
- 加古川東消防署播磨分署

### 福祉

播磨町福祉会館

- 播磨町福祉会館
- ゆうあい園

### 病院
- はりま病院[36]

### 図書館
- 播磨町立図書館[11][13][16]

### 公園

大中遺跡公園

- 石ヶ池公園
- 大中遺跡公園
- 野添北公園
- 野添であい公園
- 望海公園

### 郵便局
※町内の郵便配達は加古川東郵便局（加古川市）が行う。
- 土山駅前郵便局
- 播磨本荘郵便局
- 播磨辻ケ内郵便局

### 金融
- 但馬銀行播磨支店
- みなと銀行本荘支店 - 指定金融機関
- 姫路信用金庫本荘支店
- 日新信用金庫本荘支店
- 但陽信用金庫本荘支店

### その他の施設

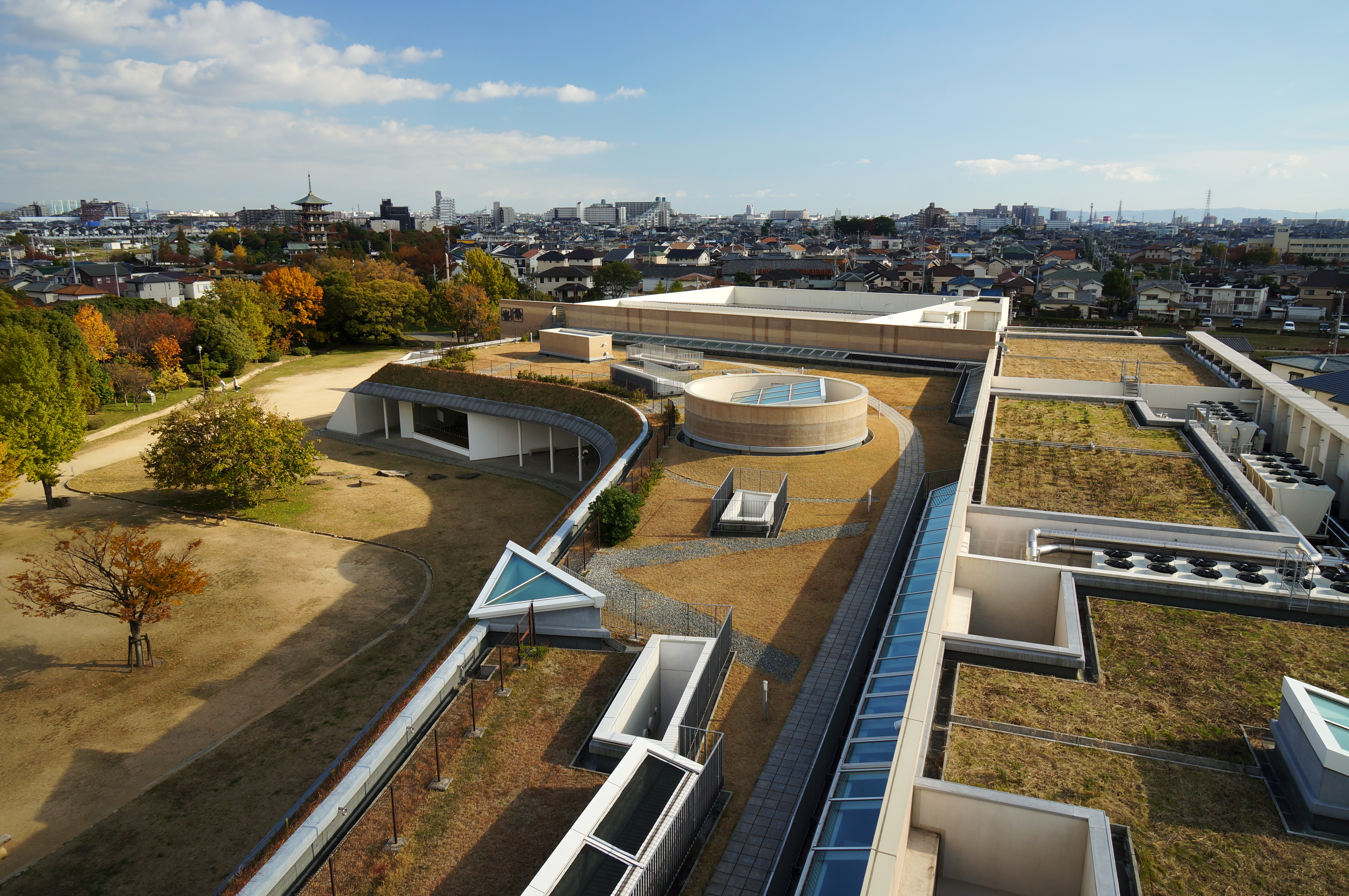
兵庫県立考古博物館

- 兵庫県立考古博物館[11][13][16]
- 播磨町郷土資料館[11][13][16]
- はりまシーサイドドーム[11][13][16]
- 加古郡広域シルバー人材センター[16][11][13]
- 加古郡リサイクルプラザ[16]
- 野添ふるさと館[16]
- 播磨町商工会[16]
- 播磨町立スポーツ施設総合体育館[13]
- 播磨町民プール[13]
- 健康いきいきセンター[14]
- 古宮砲台
- 播磨肥料農薬配送センター

## 教育
中学校給食化未自治体であったが、2011年（平成23年）1月から町内の全中学校で給食が始まる。播磨町立蓮池小学校の児童数が町内の小学校では最も多い。

兵庫県立播磨南高等学校

### 幼稚園・小学校・中学校
| 幼稚園               | 小学校               | 中学校               |
| -------------------- | -------------------- | -------------------- |
| 播磨町立蓮池幼稚園   | 播磨町立蓮池小学校   | 播磨町立播磨中学校   |
| 播磨町立播磨西幼稚園 | 播磨町立播磨西小学校 | [ 注 1 ]             |
| 播磨町立播磨幼稚園   | 播磨町立播磨小学校   | [ 注 1 ]             |
| 播磨町立播磨幼稚園   | 播磨町立播磨南小学校 | 播磨町立播磨南中学校 |

### 高等学校
- 兵庫県立播磨南高等学校 - 兵庫県の高等学校の学区割りでは、第3学区に属す。

### 特別支援学校
- 兵庫県立東はりま特別支援学校 - 2007年3月31日に少子化に伴い廃校した播磨町立播磨北小学校跡地に、2010年開校。

## 交通

### 鉄道
- 西日本旅客鉄道（JR西日本）
  - 山陽本線 - 土山駅
- 山陽電気鉄道
  - 本線 - 播磨町駅
- このほか、山陽新幹線が町内を通過しているが、駅はない。

かつては別府鉄道土山線が営業していたが、1984年2月1日に廃線。

### バス
- 神姫バス

### 道路
- 一般国道

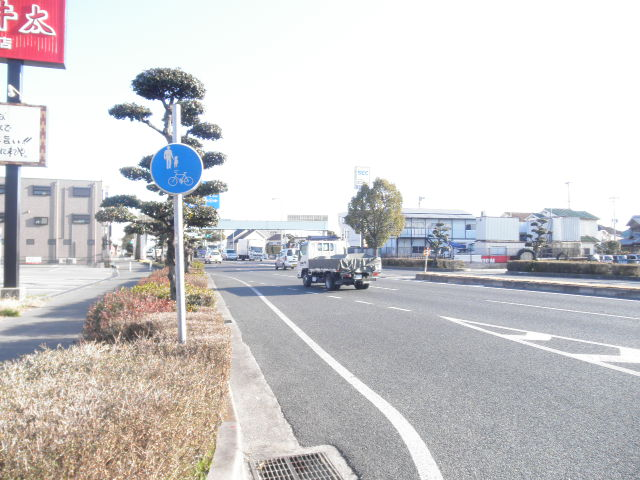
国道250号
西野添3丁目で撮影

  - 国道250号（明姫幹線）- 町内ではその内の2444m通過する。[14]
- 都道府県道
  - 兵庫県道382号本荘平岡線
  - 兵庫県道539号東播磨港線
  - 兵庫県道553号別府平岡線
  - 兵庫県道554号姫路明石自転車道線
  - 兵庫県道718号明石高砂線（旧浜国道）
- 町道

1958年に都市計画決定された町道浜幹線が2015年03月21日開通。

### 港湾
- 東播磨港（重要港湾）

## 市外局番
上述の通り面積が兵庫県内で最も狭く、かつ1889年の町村制制定以来一度も自治体合併を経験していないにもかかわらず、市外局番は町の東西で二分されており、相互間の通話は市外通話扱いとなる。兵庫県道382号本荘平岡線が境界線となっている。
- 078（神戸MA）・・・上野添、北野添、古宮、西野添、野添、野添城、東野添、東新島、二子
- 079（加古川MA）・・・本荘、東本荘、北本荘、宮北、宮西、古田、北古田、大中、南大中、新島、南野添

なお、町役場の市外局番は「079」である。

## 特産物
- 蛸
- 海苔
- ワカメ
- 穴子

## 名所・旧跡
- 大中遺跡（播磨大中古代の村）
- 兵庫県立考古博物館
- 播磨町郷土資料館
- 野添北公園

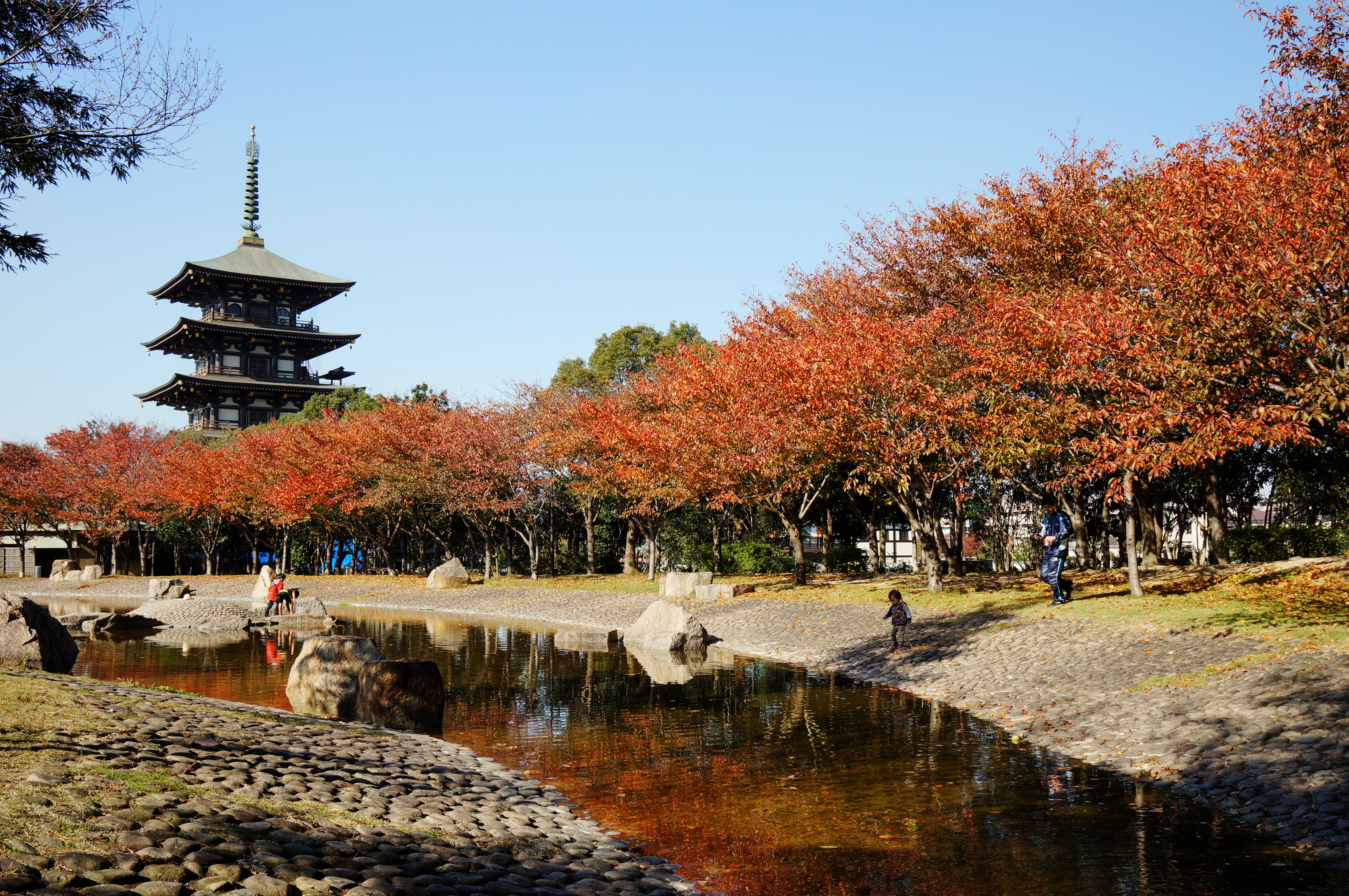
野添北公園と円満寺五重塔

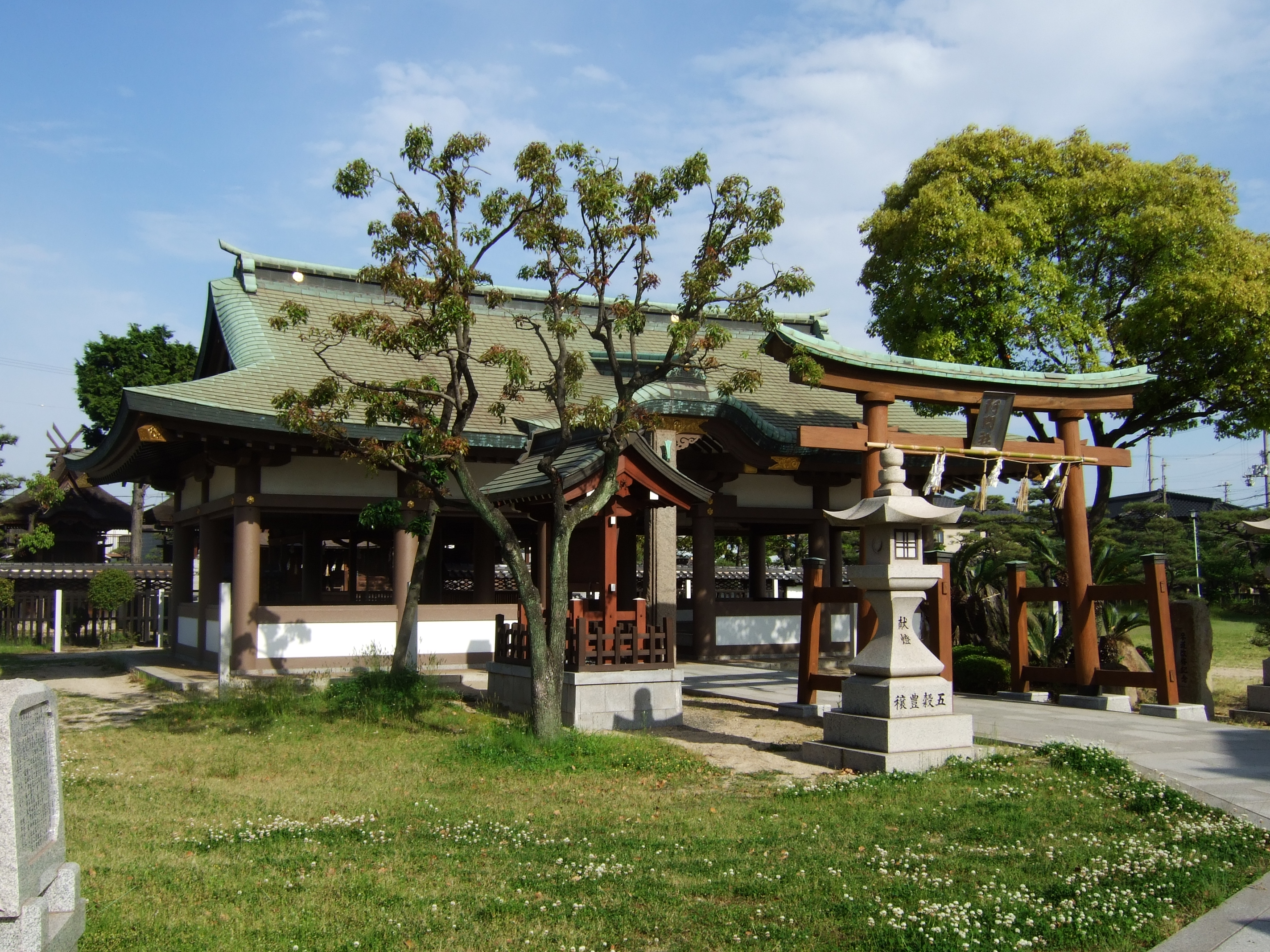
阿閇神社

- 円満寺 - 空海開基、元無量寿院の塔頭寺院
- 愛宕塚古墳（町内に現存する唯一の古墳）
- 阿閇神社
- 住吉神社

## 祭事・催事
- 大中遺跡まつり - 1996年8月から毎年夏に開催されていたのが、2005年から秋に変更された。[39][40][13]
- 播磨町ロードレース大会[40]
- 播磨町文化祭 - 1968年9月に初めて開催された。[40][13]

## 著名な出身者
- 浜田彦蔵（ジョセフ・ヒコ（ジョセフ彦））：新聞の父。旧加古郡阿閇村古宮出身。[41]
- 今里傳兵衛（商業者）[42]
- 山田勝己（ミスターSASUKE）
- レイザーラモンHG（お笑い芸人）：出生地は神戸市。
- 神部年男（プロ野球）
- 赤松芳朋（SOPHIA）
- 奥谷亘（マラソン）
- 廣田隆治（サッカー選手）
- 松井敬佑（サッカー選手）
- 片岡爽（サッカー選手）
- 鄭信義（整体師）